# Rito di Versailles

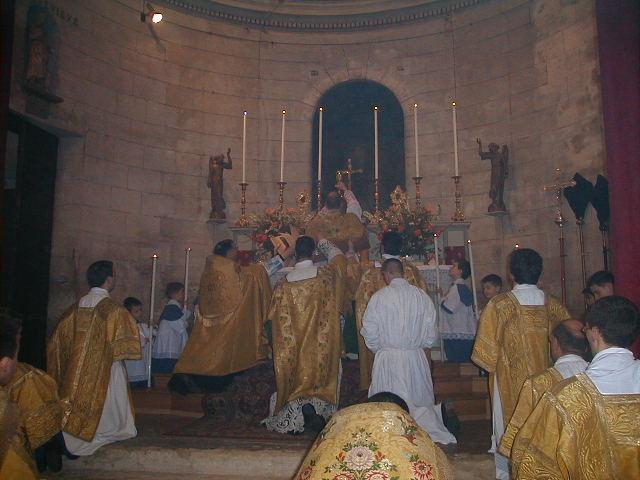
Una Messa nel rito di Versailles.

Il rito di Versailles è un rito liturgico cristiano minoritario, collegato all'antico rito gallicano, ma fortemente romanizzato dopo la riforma carolingia, specialmente con l'introduzione del canone romano; si distingue per il fasto delle cerimonie e il numero dei ministri celebranti nelle messe solenni. 
Il suo mantenimento dopo il concilio di Trento e la riforma di papa Pio V, è dovuto alla sua tradizione di più di 200 anni. 